# Mantidactylus zipperi
Espèce
Statut de conservation UICN

 LC  : Préoccupation mineure
Mantidactylus zipperi est une espèce d'amphibiens de la famille des Mantellidae.

## Répartition

Aire de répartition de Mantidactylus zipperi.

Cette espèce est endémique de Madagascar. Elle se rencontre entre 850 et 1 500 m d'altitude de la réserve spéciale d'Ambohitantely et des environs d'Andasibe au parc national de Ranomafana,.

## Description
Les 9 spécimens mâles adultes observés lors de la description originale mesurent entre 21,5 mm et 23,6 mm de longueur standard et le spécimen femelle adulte observé lors de la description originale mesure 29,5 mm de longueur standard.

## Étymologie
Son nom d'espèce, zipperi, lui a été donné en l'honneur de Viola Zimmermann et Claus Zimmermann, surnommé « Zipper », en reconnaissance de leur soutien financier au travers du programme Biopat.

## Publication originale
- Vences & Glaw, 2004 : Revision of the subgenus Chonomantis (Anura: Mantellidae: Mantidactylus) from Madagascar, with description of two new species. Journal of Natural History, vol. 38, p. 77-118 (texte intégral).